# Juan López Galván (aartsbisschop)

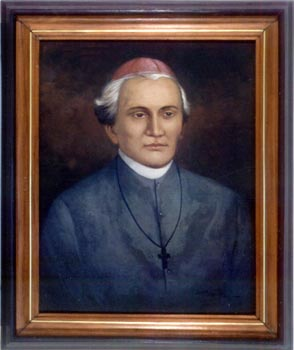
Juan López

Juan López Galván (Villa Martin Munoz de las Posadas, 21 april 1613 – 12 februari 1674) was een Spaans rooms-katholiek geestelijke. López was van 1672 tot zijn dood in 1674 de aartsbisschop van Manilla.
López kwam in 1642 naar de Filipijnen als dominicaans missionaris. Hij werd op 23 april 1663 benoemd tot bisschop van Cebu. Op 4 januari 1665 werd hij gewijd als bisschop. Na het overlijden van de aartsbisschop van Manilla, Miguel de Poblete Casasola werd López benoemd als diens opvolger. De korte periode van de licht ontvlambare aartsbisschop werd gekenmerkt door conflicten met de gouverneur-generaal, Manuel de León. Het belangrijkste conflict betrof de kapelaan van Fort Santiago. Deze kapelaan, genaamd Jeronimo de Herrera, onttrok zich aan het gezag van de aartsbisschop, omdat hij meende dat hij door zijn functie in feite de militaire vicaris was. De gouverneur-generaal stond hierin achter hem en raakte zodoende in conflict met López. De gezondheid van de aartsbisschop ging door de conflicten achteruit en hij bezweek op 12 februari 1674, op 60-jarige leeftijd, aan een griep..